# Płyta timorska

Płyta eurazjatycka zaznaczona kolorem zielonym

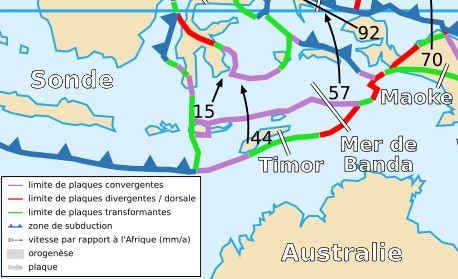
Płyta timorska

Płyta timorska − niewielka płyta tektoniczna, położona w Azji Południowo-Wschodniej, uznawana za część większej płyty euroazjatyckiej.
Płyta timorska od północy z płytą Morza Banda, od południa z płytą australijska i od zachodu z płytą sundajską.